# 上野透
上野 透（うえの とおる、1981年3月29日 - ）は、北日本放送（KNB）のアナウンサー。富山県黒部市宇奈月町（旧下新川郡宇奈月町）出身。A型。

## 現在の担当番組

### テレビ
- いっちゃん☆KNB
- ちょこミラ（ナレーター）

## 過去の担当番組

### テレビ
- いっちゃん☆KNB（前半部司会）
  - 全曜日担当（2007年10月1日 - 2009年3月27日、2011年4月4日 - 2019年3月29日）
  - 月 - 水曜担当（2019年4月1日 - 2021年3月24日）
- ラブぽけ
- パブぽけ
- いち☆スタ
- 富山競輪決勝展望
- KNBアナのおそばん
- KNB Newsリアルタイム サンデー
- 高校サッカー実況
  - 第94回 準々決勝（2016年）[1]
- ワンエフ（フラワーレター）[1]

### ラジオ
- 日本列島こんにちは
- ご近所ラジオKNB!
- とれたてワイド朝生!（月曜日 - 水曜日）[1]
- KNBモーニングすくらんぶる（月曜日）
- でるラジ（金曜日）[3][4]
- KNBニュース

## 映画
- ごくせん THE MOVIE（報道記者役）

## 著書
- 伝えたい、この想い 第100回全国高校サッカー選手権記念 アナウンサーたちのロッカールーム（2021年、東京ニュース通信社・講談社）[1][2][5][6] ISBN 978-4-06-526740-0
  - 藤井貴彦（日本テレビ・当時）・福岡竜馬（福岡放送・当時）・岡崎和久（札幌テレビ放送）などとの共著。

## その他
- みんなで乗り越えよう! 新型コロナウイルス対策共同キャンペーン（2020年）[7][8]
  - 富山県内の放送局による共同キャンペーン[8]。梶原典明（NHK富山放送局）、西美香（チューリップテレビ）、吉村尚郎（富山テレビ放送）とともに出演（放送局名などは放送時点）[8]。